# Cichlasoma portalegrensis
Cichlasoma portalegrensis és una espècie de peix de la família dels cíclids i de l'ordre dels perciformes.
Els mascles poden assolir els 10,3 cm de longitud total.
Es troba a les conques de Lagoa dos Patos i del riu Tramandaí (Rio Grande do Sul, Brasil).